# Ernst-Joachim Hossner
Ernst-Joachim Hossner (* 1. März 1961 in Bielefeld) ist ein deutscher Sportwissenschaftler und Hochschullehrer.

## Leben
Hossner erlangte 1979 am Thomas-Morus-Gymnasium in Oelde sein Abitur und absolvierte dann an der Universität Bielefeld ein Lehramtsstudium (Sekundarstufe II, Fächer: Sport, Chemie und Pädagogik), welches er 1987 mit dem Staatsexamen abschloss. In seiner Examensarbeit beschäftigte er sich mit dem Thema „Zur Formation motorischer Schemata. Experimentelle Überprüfung der Variabiliy-of-Practice-Hypothese in der Sportart Volleyball“. 1994 schloss Hossner an der Freien Universität Berlin seine Promotion zum Doktor der Philosophie ab. Gutachter seiner Arbeit mit dem Titel „Module der Motorik. Zu den Perspektiven der Modularitätshypothese für die Bewegungslehre des Sports“, die im Carl-Diem-Wettbewerb des Deutschen Sportbundes mit dem ersten Preis prämiert wurde, waren Klaus Roth und Reinhard Daugs. Seine Habilitation legte Hossner 2002 an der Ruprecht-Karls-Universität Heidelberg vor, der Titel der Schrift, welche von Klaus Roth sowie Joachim Funke begutachtet wurde, lautete „Bewegende Ereignisse. Ein Versuch über die menschliche Motorik“. Seine Arbeit wurde im Carl-Diem-Wettbewerb des Deutschen Sportbundes mit dem ersten Preis ausgezeichnet.
Von 2003 bis 2007 war Hossner als Vertretungsprofessor für Bewegungs- und Trainingswissenschaft am Institut für Sportwissenschaft der Ernst-Moritz-Arndt-Universität Greifswald tätig, zwischen 2007 und 2009 hatte er an der Abteilung für Sportwissenschaft an der britischen Liverpool Hope University eine Stelle als Professor für Bewegungswissenschaft inne. 2009 wurde Hossner Ordinarius für Bewegungs- und Trainingswissenschaft am Institut für Sportwissenschaft der Universität Bern.
Zusätzlich zu seiner Hochschularbeit ist Hossner als Referent in der Schweizer Berufs- und Diplomtrainerbildung, an der Trainerakademie Köln in Deutschland, in der österreichischen Diplomtrainerausbildung sowie in der A-Trainerausbildung des Deutschen Volleyball-Verbandes tätig. Darüber hinaus übt er Gutachtertätigkeiten für Sportorganisationen (darunter Swiss Olympic) und sportwissenschaftliche Zeitschriften in deutscher und englischer Sprache aus.
Zu seinen Forschungsschwerpunkten zählen die Wahrnehmungs-Handlungs-Kopplung, die effektorientierte Bewegungskontrolle, Aspekte der interdisziplinäre Sportwissenschaft, Volleyball-Technik und weitere sportmotorische Bereiche. 2022 verfasste er zusammen mit Stefan Künzell das Lehrbuch Einführung in die Bewegungswissenschaft.